# Airole
Airole (ligur nyelven Airöe) egy olasz község a Liguria régióban, Imperia megyében.

## Földrajz
A község Imperiától 55 km-re, a Ligur-tengertől 10 km-re helyezkedik el Ventimiglia tőszomszédságában.

## Története
A település a 13. században alakult ki. Neve valószínűleg a latin areola szóból alakult ki, aminek jelentése istálló, utalva a település egykori állattenyésztő hagyományaira. A 13. század második felétől a 15. századig a pesiói karthauzi kolostor birtoka volt, majd Ventimiglia vásárolta meg. Jelentős bor- és fügetermelő település volt. A 18. század végén vált önállóvá, egy olyan rendeletnek köszönhetően, amely szerint bármely plébániával rendelkező település önálló községgé válhat.

## Látnivalók

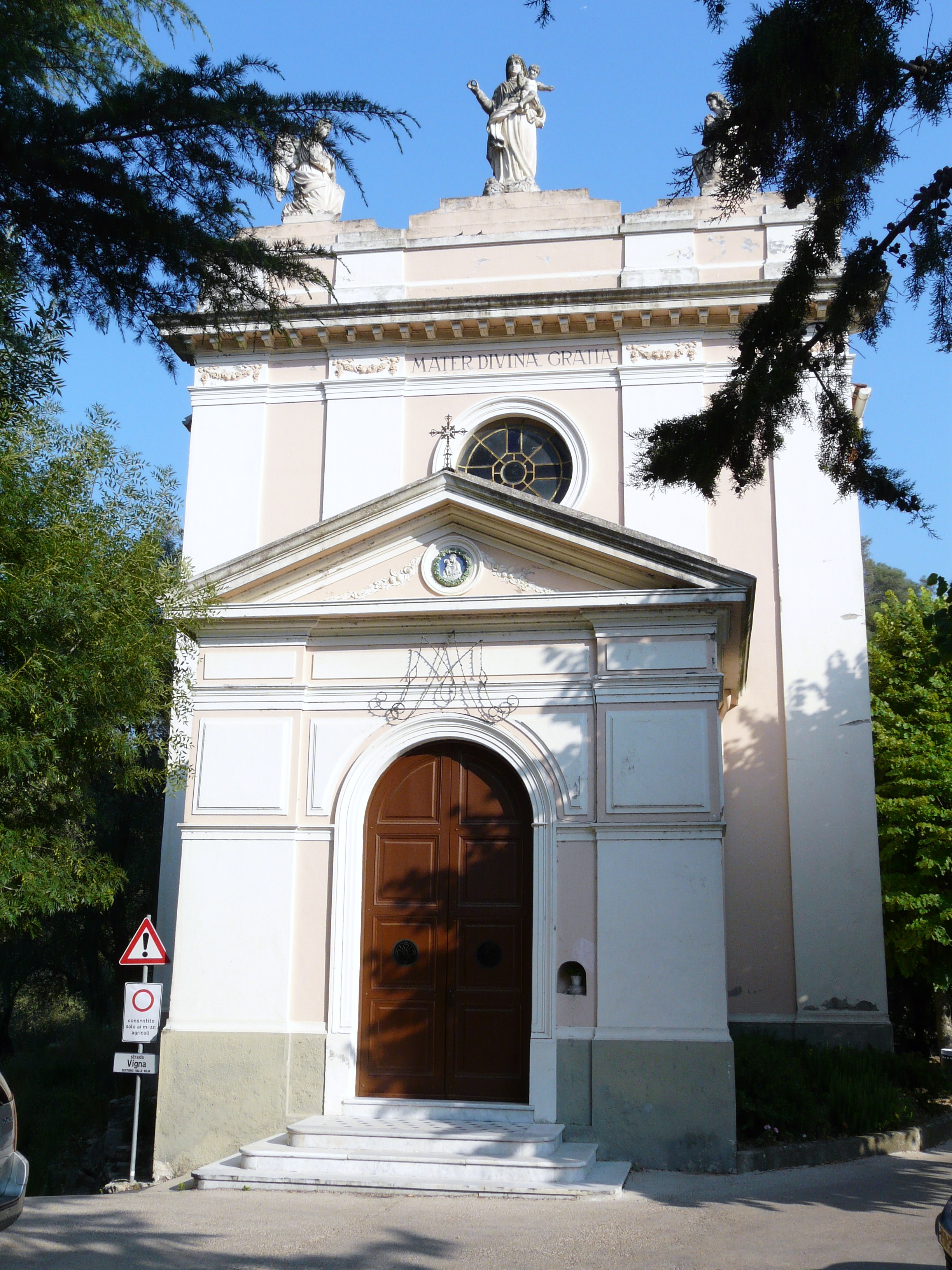
A Nostra Signora delle Grazie szentély

- A Nostra Signora delle Grazie szentély: Airoletól pár km-re helyezkedik el, olajfaligetek veszik körül.
- San Filippo és Giacomo templom: története során többször átépítették, bővítették, míg el nem érte végleges, barokk stílusát. Háromhajós, értékes freskók díszítik.
- San Clemente plébániatemplom
- Oratorio di San Giovanni Battista
- San Bernardo kápolna
- három kilátótorony: a  Torre d'Olivè, a Torre del Vio és a Torre delle Garbae. Eredetileg védelmi szerepet töltöttek be, de a pásztorok is használták, amikor a téli időszakban ide menekítették állataikat.

## Gazdaság
A fő  bevételi forrás a mezőgazdaság, elsősorban az olajbogyó-termesztés és az olivaolaj-gyártás.

## Közlekedés
Airole nem rendelkezik közvetlen autópálya-összeköttetéssel, de az A10 autópálya Ventimiglia lehajtójáról elérhető. A település a Cuneo-Limone-Ventimiglia vasútvonalon fekszik.

## Fordítás
- Ez a szócikk részben vagy egészben  az   Airole című olasz Wikipédia-szócikk fordításán alapul.  Az eredeti cikk szerkesztőit annak laptörténete sorolja fel. Ez a jelzés csupán a megfogalmazás eredetét és a szerzői jogokat jelzi, nem szolgál a cikkben szereplő információk forrásmegjelöléseként.